# Culture Beat
Culture Beat (на српском: Калчер бит) немачка је музичка група.
Основао је у Франкфурту 1989. године музички продуцент и диск џокеј Торстен Фенслау, који је погинуо у саобраћајној незгоди четири године касније. Током година бенд је прошао кроз бројне промене у саставу. Постигли су највише успеха док су у бенду били певачица Тања Еванс и репер Џеј Суприм. Њихов сингл Mr. Vain из 1993. године био је хит број један у једанаест европских земаља. Продали су више од 10 милиона носача звука широм света.

## Дискографија

### Студијски албуми
- 1991 — Horizon
- 1993 — Serenity
- 1994 — The Remix Album
- 1995 — Inside Out
- 1998 — Metamorphosis
- 2003 — Best of Culture Beat

### Синглови
- 1989 — «Der Erdbeermund» (feat. Jo Van Nelsen)
- 1990 — «I Like You» (feat. Jay Supreme & Lana E.)
- 1990 — «Tell Me That You Wait»
- 1991 — «No Deeper Meaning» (feat. Jay Supreme & Lana E.)
- 1993 — «Anything»
- 1993 — «Got to Get It»
- 1993 — «Mr. Vain»
- 1994 — «World In Your Hands»
- 1994 — «Adelante!»
- 1994 — «DMC Megamix»
- 1995 — «Inside Out»
- 1996 — «Crying In the Rain»
- 1996 — «Walk the Same Line»
- 1996 — «Take Me Away»
- 1998 — «Pay No Mind»
- 1998 — «Rendez-Vous»
- 1998 — «You Belong»
- 1998 — «Have Yourself A Mary Little Christmas»
- 2001 — «Insanity»
- 2003 — «Mr. Vain Recall»
- 2004 — «Can’t Go On Like This (No, No)»
- 2008 — «Your Love»